# مايك أندرسون (لاعب كرة قاعدة أمريكي)
مايك أندرسون (بالإنجليزية: Mike Anderson)‏ هو لاعب كرة قاعدة أمريكي، ولد في 22 يونيو 1951 في فلورنس في الولايات المتحدة.

## وصلات خارجية
- مايك أندرسون (لاعب كرة قاعدة أمريكي) على موقع دوري كرة القاعدة الرئيسي (الإنجليزية)
- مايك أندرسون (لاعب كرة قاعدة أمريكي) على موقعبيزبول رفرنس.كوم (الدوري الرئيسي) (الإنجليزية)
- مايك أندرسون (لاعب كرة قاعدة أمريكي) على موقعبيزبول رفرنس.كوم (الدوري الثانوي) (الإنجليزية)
- مايك أندرسون (لاعب كرة قاعدة أمريكي) على موقع إي إس بي إن.كوم (أم.أل.بي) (الإنجليزية)
- مايك أندرسون (لاعب كرة قاعدة أمريكي) على موقع مشجعي الرسوم البيانية (الإنجليزية)